# Златни венци из Тракије
Златни венци из Тракије (буг. Дъбенското съкровище) су археолошки вредни украсне златни венци пронађени у данашњој Бугарској, које су израдили Трачани.
Златни венци пронађени су у хумкама и гробницама аристократа на разним локацијама у Тракији. Гробнице су датоване од друге половине IV столећа и почетка трећег столећа ПХ.
У Бугарској је било само пет-шест таквих археолошких налаза трачких златних венаца. Од тога, два се налазе у Националном историјском музеју у Софији. Најранији златни ловоров венац трачке израде који је део трајне поставке музеја у Софији назива се „Златиничко-маломировско благо“. Пронађен је у старој хумци (тумулу) у Златиници, општина Елхово, у југоисточној Бугарској.
Други венац у музејској збирци поклоњен је 2015. године, након што је примећен на аукцији у Сједињеним Државама. Стручњаци нису сигурни у његово место порекла или старост јер научни подаци о налазу не постоје. Првобитно, овај венац је датован у први век ПХ, али касније процене других археолога и стручњака за културу датирају га у период од 1200. ПХ – 1300. године ПХ. Сличности између венаца пронађених у Древној Троји и новодобијеног венца подстакле су хипотезу да би могао да датира из времена Тројанског рата или чак из Троје.

## Проналазак
Током ископавања у гробницама и хумкама Одриса, откривени су златни венци ратника и припаднике елите племена, из позног четвртог века ПХ и прве четвртине трећег века ПХ. Нигде у Тракији нису откривени венци који датирају у период од трећег до почетка другог столећа ПХ. Од првог века ПХ до првог века нове ере, венци су се поново појавили међу налазима у трачким гробницама у Анхиалосу (данашње Поморије) на понтској обали.
Од првог до другог века наше ере, примери су пронађени у Старој Загори, Каранову, Белозему, Визи, Карџалију, Тулову и Мадретсдију. Распрострањени су у југоисточној Тракији на обалама реке Струме.

## Типологија
Постоје две врсте златних венаца из унутрашње Тракије. Једна је у потпуности направљена од злата и дизајнирана је са две гранчице повезане кружном траком. Код другог типа само су листови израђени од злата, док су спојни прстенови направљени од биоразградивих материјала. На венцима друге врсте обично се користе дезени ловора, маслине и храстовог листа, иако је један примерак пронађен са листовима бршљана, сличним типовима направљеним у грчкој култури. За разлику од других области Тракије и Грчке, до данас, у унутрашњој Тракији нису пронађени докази о употреби листова мирте
Фрагменти златних листова пронађени су у Кабилу, тумулу Плоска код Шипке, Розовецу у два различита гробна комплекса, те у Стрелчи. То може указивати на то да је прстење било кварљиво, или да је демонтирано у ритуалима.
Венци првог типа, у потпуности израђени од злата, пронађени су на разним локацијама. Налази у Маломирово-Златиници који датирају у IV век ПХ имају мотиве листова маслине, као и мотиви Стрелчанског венца из касног IV века ПХ. Код Розовца и Враца пронађени су ловорови венци који датирају у крај IV века ПХ. Венац од храстовог листа пронађен на тумулу Гољамата код Шипке у гробу Сеута III, једини је пример те врсте пронађен у унутрашњој Тракији до данас, иако се слични мотиви храстовог листа налазе на примерима из Македоније. Једини пример листа бршљана откривен је у Ресилову у гробу, који датира из касног четвртог века ПХ.
Златни венци су вероватно рађени у локалним радионицама у унутрашњој Тракији и направљени су по узору на грчки накит. Припадају класичном типу накита датованом у другу половину IV века ПХ и почетак III века ПХ. Они су дизајнирани са мотивима биљних врста.
Венци су служили вишеструким функцијама. Неки су били у моди у свакодневној моди, што је указивало на статус појединца међу елитним слојевима друштва. Други венци служили су у погребним ритуалима или у друге церемонијалне сврхе, као што је приказано на уметничким делима и на новцу из тог периода, што указује да је симболика венаца била широко коришћена на посудама и шлемовима. Пронађени су и венци од глине или позлаћене бронзе.

## Локација
Национални историјски музеј у Софији тренутно има два златна венца из унутрашње Тракије, један пронађен у гробној хумци на Златиници у југоисточној Бугарској. Предмете је пронашао тим археолога на челу са Данијелом Агре пронашао 2005. године, гробницу трачког владара из средине IV века ПХ.
Други трачки златни венац који је додат изложби вероватно је прокријумчарен из земље у САД кроз успешан бугарски лов на археолошко благо и сузбијање трговине шверском антиквитета. Године 2015. Добромир Петков, бугарски колекционар, пратио је комад и купио га од аукцијског центра за антиквитете у САД. Уз одговарајућу правну документацију, поклонио је предмет Бугарском Националном историјском музеју у Софији.  Иако је тачна локација на којој је откопана непозната, стручњаци сматрају да венац потиче из данашње јужне Бугарске. Неки археолози су првобитно датирали венац у први век ПХ. Други стручњаци за културу предлажу период у распону од 1200. до 1300. године ПХ, за време Тројанског рата, због сличности у дизајну са сличним венцима из девне Троје. Прстен који повезује златне листове је у облику кружне гране, налик на примерке пронађене у Троји, која је имала државне везе са Тракијом. Археолози Гавраил Лазов, Елка Пенкова и Љубава Конова из Националног историјског музеја проценили су да је златни ловоров венац вероватно био из гроба аристократе из лозе последњих владара Тракије. Највероватније је из Одриског краљевства од петог до првог века ПХ, а стручњаци су проценили да је артефакт вредан приближно 100.000 долара.